# Autoportrait à vingt-quatre ans
Pour les articles homonymes, voir Autoportrait (homonymie).
Autoportrait à vingt-quatre ans est un tableau peint par Jean-Auguste-Dominique Ingres en 1804 et exposé au Salon de 1806. Premier autoportrait de l'artiste, celui-ci connut diverses modifications entre 1841 et 1851, le premier état est notamment connu par une gravure de Jean-Louis Potrelle datée de 1806 et retouchée par Ingres, une copie de Marie-Anne-Julie Forestier de 1807, et une photographie prise vers 1849 par Charles Marville. 
Le tableau appartient aux collections du musée Condé de Chantilly. Considéré, longtemps, soit comme l'autoportrait de 1804 modifié en 1851, soit comme une copie par Ingres d'un tableau disparu, l'étude menée en 2021 par le Centre de recherche et de restauration des musées de France (C2RMF) a permis de confirmer qu'il s'agissait bien d'un portrait de jeunesse modifié par l'artiste lui-même.

## Histoire
Ingres réalise cet autoportrait alors qu'il attend depuis quelques années déjà de se rendre à Rome, à la Villa Médicis, après avoir remporté le Grand Prix de Rome en 1801. Il s'inscrit dans la tradition de l'artiste de se représenter en train de créer, comme l'avait fait son maître David avant lui en 1794. Ingres affirme ainsi sa vocation, revendiquant peut-être son autonomie. Ce tableau doit lui permettre de s'affirmer au Salon tout en s'entrainant au difficile exercice de l'art du portrait.
La participation d'Ingres au Salon de 1806, où il expose l'autoportrait, les portraits de la famille Rivière, et celui de Napoléon Ier sur le trône impérial, est marquée par une réception de la critique particulièrement négative, voire hostile aux choix esthétiques et aux innovations de l'artiste, dès son ouverture en septembre, alors que l'artiste vient de rejoindre l'Italie. Le peintre en ressent une blessure et un désespoir qui seront profonds et durables.
Ingres modifie son tableau, entre 1841 et 1851, reprenant sa composition plus de trente-cinq ans après l'avoir réalisée. Ses motivations ne sont pas documentée ; les savants supposent qu'il souhaite alors ennoblir son image en supprimant l'étrange manteau qui était suspendu à son épaule et le transformait en animal à trois bras, afin de tendre vers une image plus apaisée et plus respectable.
Pour tenter de laver l'affront de 1806, Ingres décide de présenter à nouveau son Autoportrait à vingt-quatre ans à l'Exposition universelle de 1855, revu et corrigé, alors qu'il vient d'avoir soixante-quinze ans. Cette nouvelle présentation reçut alors le succès escompté.

## Provenance et accrochage
Le tableau est conservé par Ingres jusqu'en 1860. Après le refus du prince Napoléon-Jérôme Bonaparte de conserver le Bain turc, jugé choquant par son épouse, Ingres accepte de l'échanger contre son autoportrait. La transaction est effectuée par le conservateur du Louvre, Frédéric Reiset. En 1868 le prince Napoléon cède une partie de sa collection dont l'autoportrait qui est acquis par Frédéric Reiset, ancien conservateur du musée du Louvre. En 1879 celui-ci le vend au duc d'Aumale avec l'ensemble de sa collection de peinture. L'autoportrait entre dans les collections du musée Condé en 1897 (inventaire PE 430).
L'Autoportrait demeure accroché dans la salle de la Tribune du château de Chantilly avec les deux autres tableaux de la collection Reiset, comme un témoignage de l'amitié entre Ingres et l'historien de l'art, et un gage de l'admiration du duc d'Aumale pour ce grand collectionneur.

## Description
Le portrait s'inscrit dans un rectangle vertical. Ingres se représente en buste, coupé au niveau du coude. Sur un fond uni brun, le corps est de profil orienté vers son chevalet et le visage de trois-quarts tourné vers le spectateur, les expressions du regard noir et de la bouche fermée, sont énergiques, voire agressives. Ingres, tout en élégance, est confiant et sûr de lui. Il porte sur ses épaules un carrick marron foncé à col de fourrure dont les petites capes superposées retombent dans le dos en plis harmonieux et parallèles, et dessous une chemise blanche froissée. Il porte sa main gauche à sa poitrine ; la main droite tient une craie blanche dirigée vers une toile dont on aperçoit la tranche, et qui est posée sur un chevalet, ainsi qu'un archet. La toile est signée EFF J.A. INGRES P.or en haut à gauche, et datée F.it PA.is 1804 en haut à droite.
Dans sa version initiale, Ingres se représentait devant une toile dont on apercevait un dessin à la craie blanche. L'examen de la photo de Marville montre qu'il s'agissait d'une esquisse pour le Portrait de Jean-François Gilibert ami du peintre. Ingres de sa main gauche essuie la toile avec un chiffon, la position de sa main droite est inchangée par rapport à la version ultérieure. Il est vêtu d'un pourpoint à col carré de style Renaissance, et d'un ample surtout clair rejeté sur son épaule droite.

## Analyse

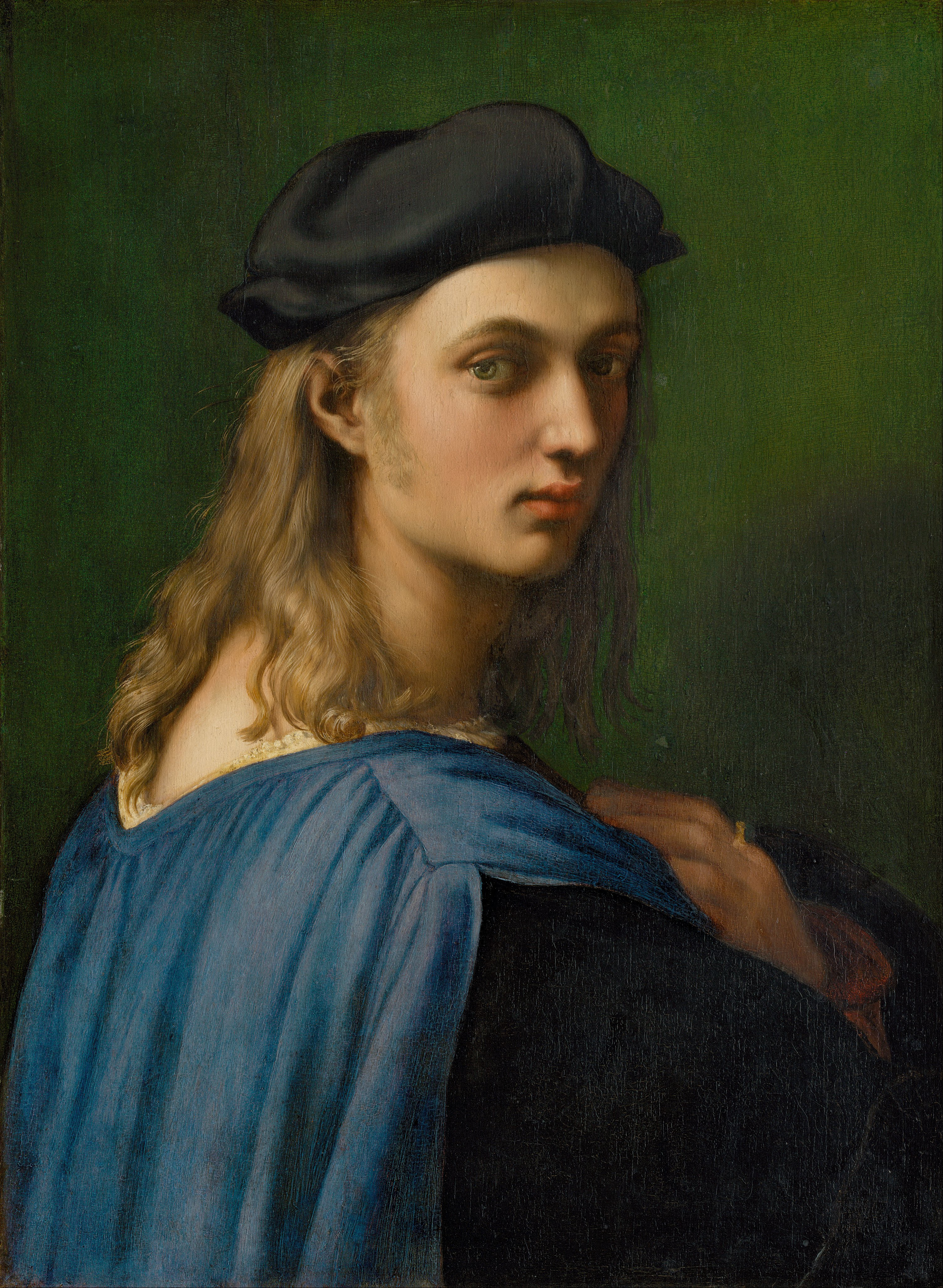
Raphaël, Portrait de Bindo Altoviti, National Gallery of Art.

Par sa composition, cet Autoportrait fait référence aux portraits de la Renaissance italienne, et en particulier au Portrait de Bindo Altoviti par Raphaël, copié par Ingres et accroché dans son salon du Quai Voltaire jusqu'à sa mort. Ingres reprend le geste de la main repliée sur la poitrine et s'en inspire pour ses coloris, sa mise en page sobre et son fond sombre ; le même halo de lumière entoure la tête et les ombres portées sont visibles à droite des deux compositions, révélant l'importance apportée aux jeux de lumière par les deux artistes.
L'idée de l'écartement caractéristique de l'index provient certainement d'un Portrait de femme (Montauban, musée Ingres-Bourdelle) avec la main repliée sur la poitrine, une estampe d'après Sebastiano del Piombo, qu'Ingres conservait pour se documenter ou s'inspirer. Il donne ce geste à sa figure quelque quarante-cinq ans après avoir présenté le tableau au Salon de 1806, très certainement pour mettre en valeur son anneau, sa probable alliance rappelant son mariage avec Madeleine Chapelle.

## Réalisation et transformations

### Le tableau en 1806: copie de Julie Forestier
Ingres entretient une relation amoureuse avec Marie-Anne-Julie Forestier, une véritable peintre qui a suivi une formation auprès de Jean-Baptiste Debret. Il lui demande de faire une « petite copie » de son autoportrait en janvier 1807, sans doute pour occuper sa fiancée très attristée par son départ, pour ensuite l'offrir à sa famille avec laquelle il est lié. Ils rompront leurs fiançailles l'été 1807. 
L'absence de dessin préparatoire sur la toile qu'Ingres esquive sur la copie de Marie-Anne-Julie Forestier, indique qu'elle a été peinte d'après l'état le plus ancien de l'autoportrait, que l'on pense avoir été récupéré par M. Forestier, qui avait toute la confiance du peintre, après son exposition au Salon. Ce détail est confirmé par une remarque d'un critique du Mercure de France lors de l'exposition du tableau original au Salon de 1806 : « Il tient à la main un mouchoir qu'il porte, on ne sait pourquoi, sur une toile encore blanche. ».  
Le détail de la veste grise est peint avec une grande habileté ; Julie forestier arrondit légèrement les traits du visage de l'artiste, lui donnant une douceur juvénile qu'il n'a pas sur l'original conservé au musée Condé, où la gestuelle et le vêtement ont été largement modifiés.   
L'étude menée au C2RMF en 2021 confirme que le tableau a été réduit significativement, et que donc la copie de Julie Forestier en est bien une « petite copie » comme demandé par Ingres.   
Le tableau de Chantilly et celui de Julie Forestier cohabitaient dans l'atelier d'Ingres.
La copie de Julie forestier doit cependant être considérée avec prudence, car la tablette de chevalet qu'Ingres a tenu à faire incruster dans la reprise de son portrait ne s'y trouve pas.

### Photographie de Charles Marville
Cette épreuve, une photographie de la copie de Julie Forestier, est publiée une première fois sur la couverture de l'album que fait paraître Jacques-Édouard Gatteaux en 1873, six ans après la mort d'Ingres, soucieux de faire connaitre les œuvres de son ami avec qui il s'était lié à Rome. Il s'agit d'un tirage sur papier albuminé obtenu à partir d'un négatif sur plaque de verre au collodion humide, procédé mis au point en 1851. Le tableau de Forestier se trouve alors chez Ingres. Le cliché peut dater de cette date, ou être ultérieur. À cette date, le tableau de Chantilly a déjà été largement modifié. 
L'esquisse que l'on aperçoit sur la toile qu'Ingres essuie, telle qu'elle figure sur la photographie de Marville, a été ajoutée a posteriori, probablement en réaction à la critique du Mercure.

### Autres copies
Il est difficile de définir avec précision la période des changements sur l'autoportrait, pour parvenir au tableau tel qu'il est exposée au musée Condé. Cependant celles-ci n'ont pu être effectuées que dans une période située entre 1849, date supposée de la photographie de Marville, et 1851, date d'une gravure au trait par Étienne Achille Réveil publiée dans le recueil Œuvres de J. A. Ingres gravées au trait sur acier (Firmin-Didot), qui en présente l'état final, alors que le tableau était encore la propriété du peintre.  
Entretemps l'autoportrait est passé par plusieurs phases intermédiaires, dont deux autres copies témoignent. La copie de l'autoportrait attribuée à Laurence-Augustine Jubé (1804-1864) avec des retouches par Ingres, conservée au Metropolitan Museum of Art, est réalisé avant 1851. La toile montre une version intermédiaire de l'autoportrait du musée Condé. L'ample surtout est supprimé, tandis que la posture d'Ingres reste inchangée, le bras gauche essuyant toujours la toile. Une copie d'Atala Varcollier, née Stamaty, montre  un avant-dernier état du tableau. Le bras gauche est ramené sur la poitrine, et la perspective de la toile sur châssis est modifié. Une copie de Palmyre Granger Meurice, fille de Jean-Pierre Granger, condisciple d'Ingres chez David puis à Rome, aurait été exécutée sous la direction du peintre et est très fidèle à l'Autoportrait de Chantilly. 
Deux études au crayon conservées au musée Ingres montrent les premières modifications dans le vêtement. L'ample surtout clair est remplacé par le carrick  de la version finale, mais drapé autour du bras droit et présentant une petite cape suspendue au dos du costume. 

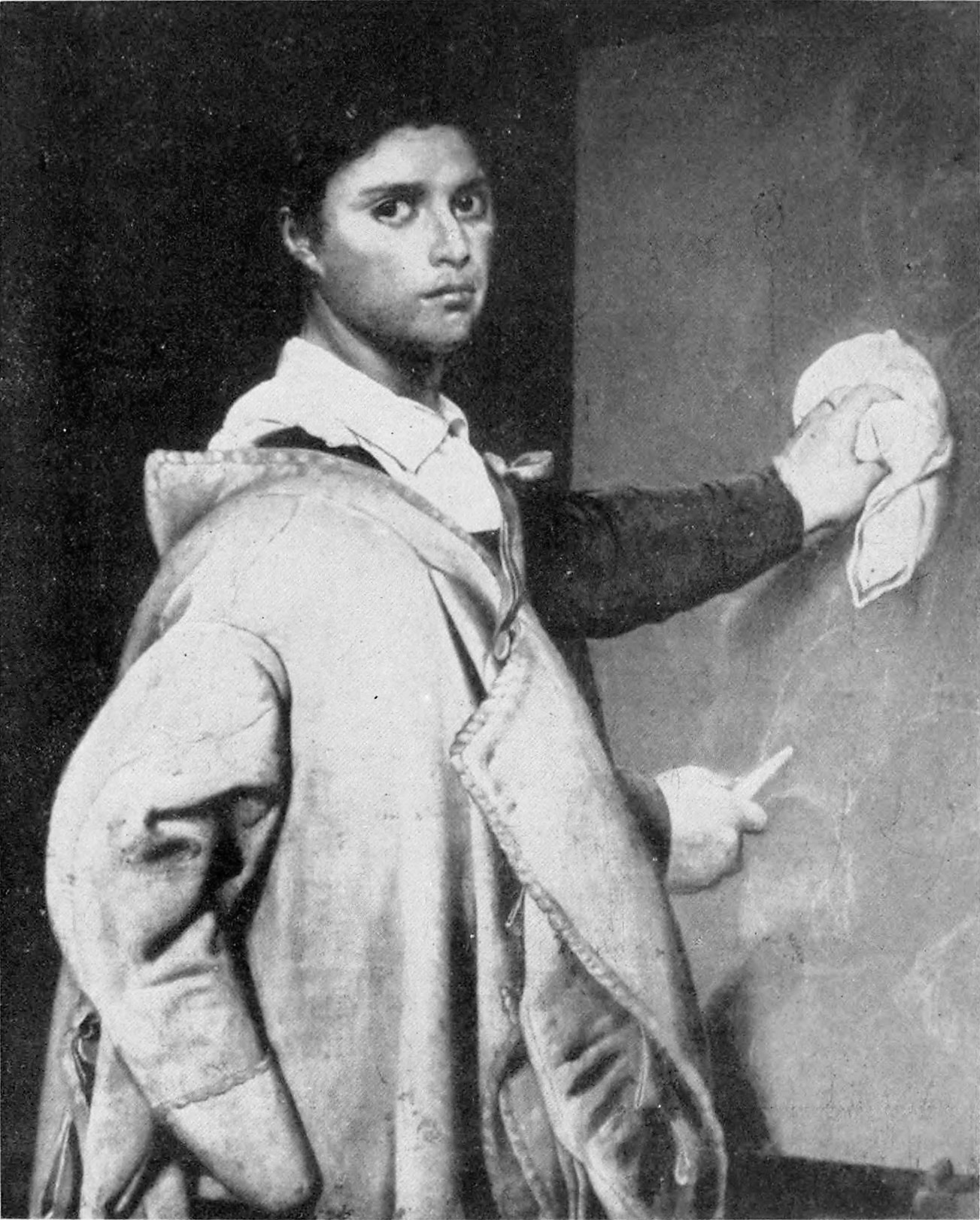
photographie de Charles Marville datée vers 1849, présentant un ancien état du portrait avant les modifications.
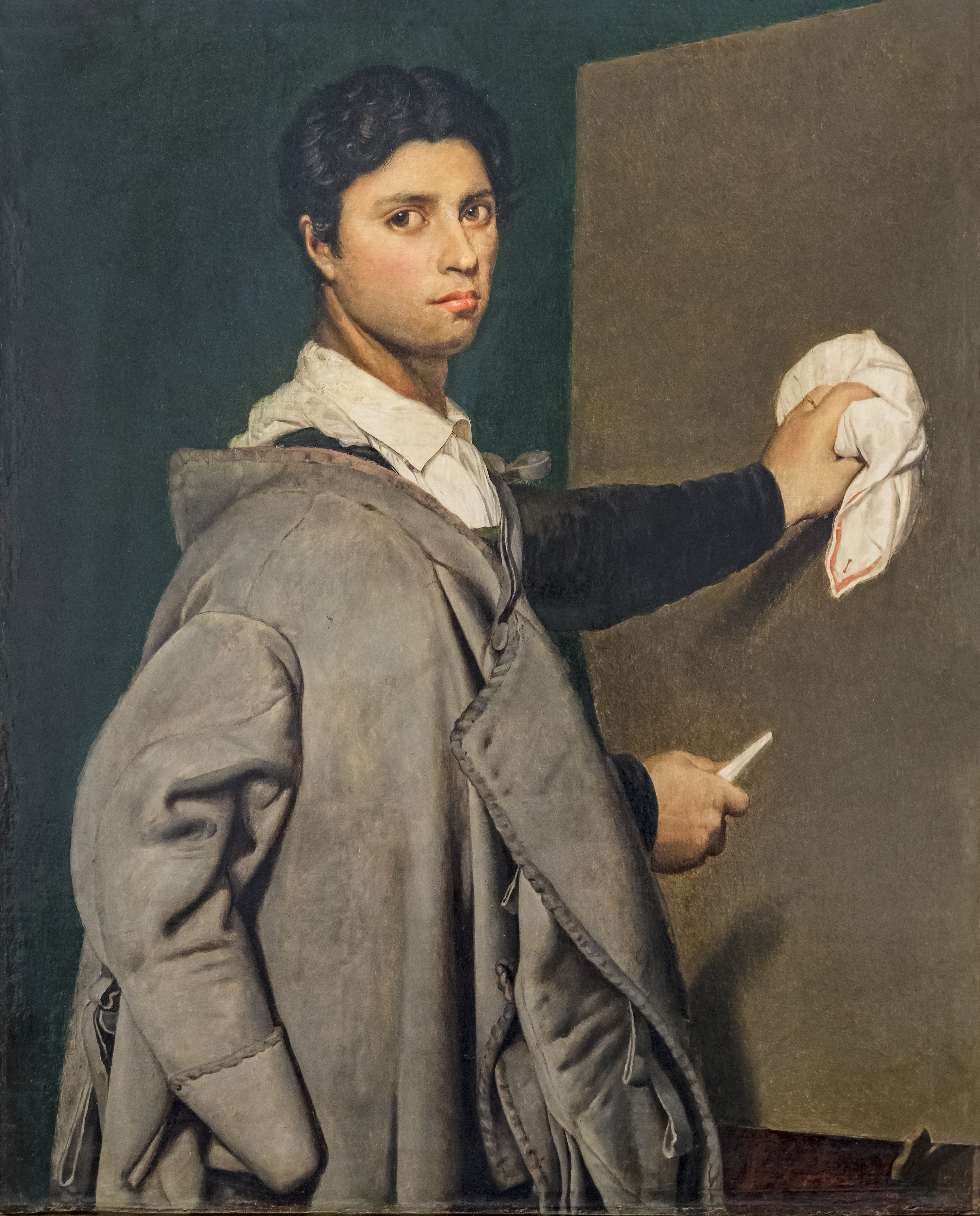
Copie de l'autoportrait d'Ingres par Marie-Anne-Julie Forestier, peinte en 1807 (musée Ingres-Bourdelle).
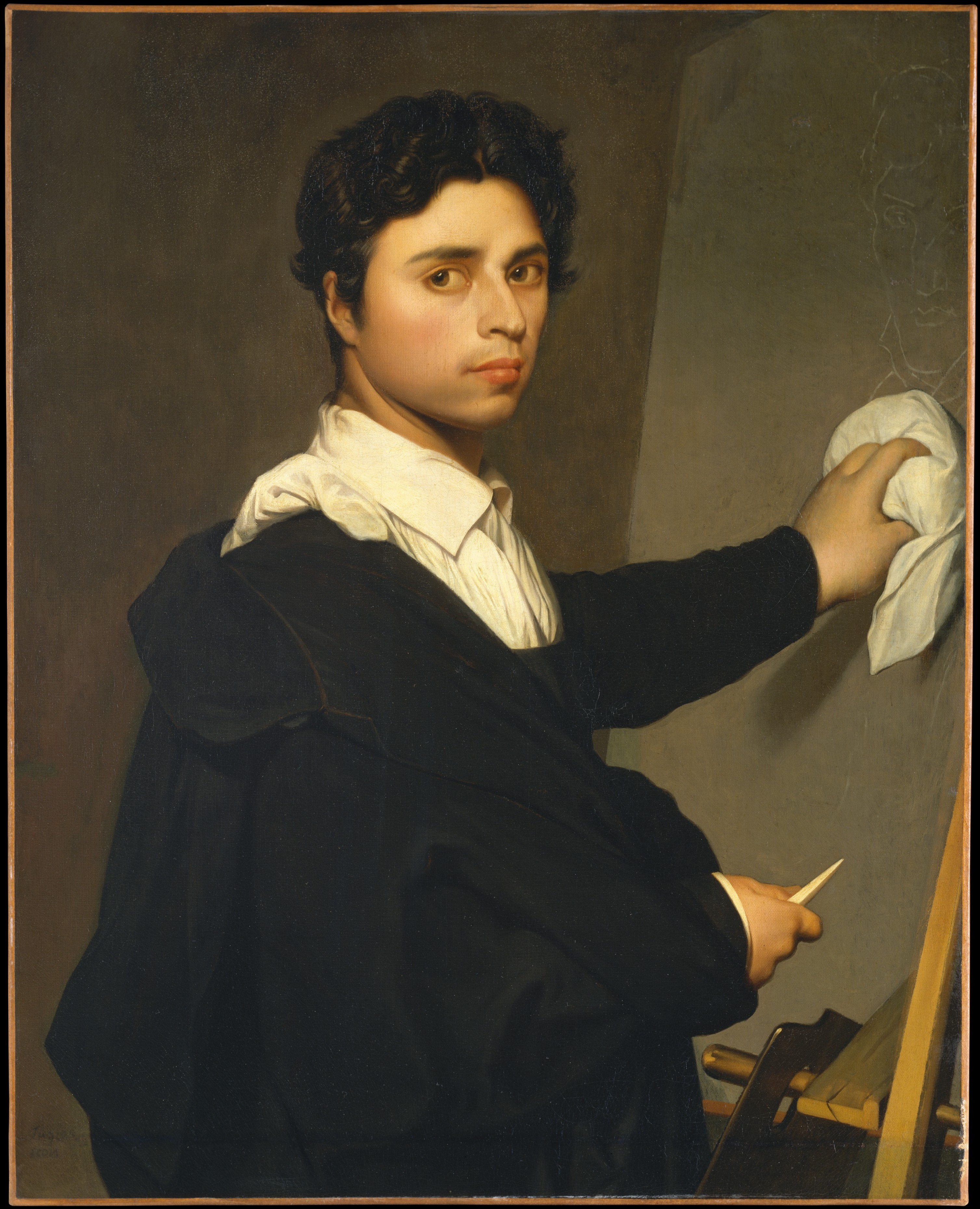
Copie de l'autoportrait à vingt-quatre ans attribuée à Laurence-Augustine Jubé Héquet, avec des retouches par Ingres, avant 1851 Metropolitan Museum of Art.
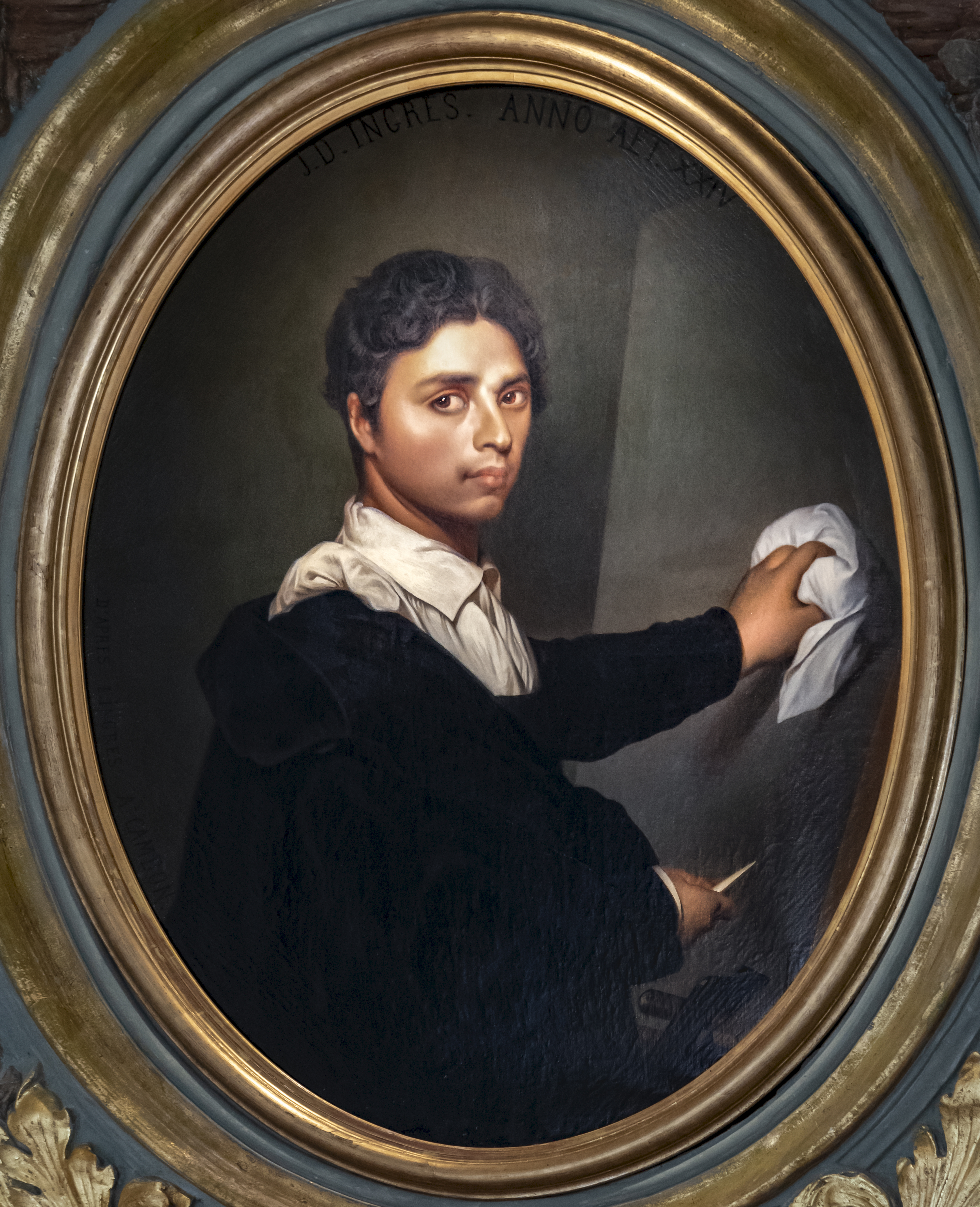
Version d'Armand Cambon de 1877 d'après une copie d'atelier, (musée Ingres-Bourdelle[21] ).
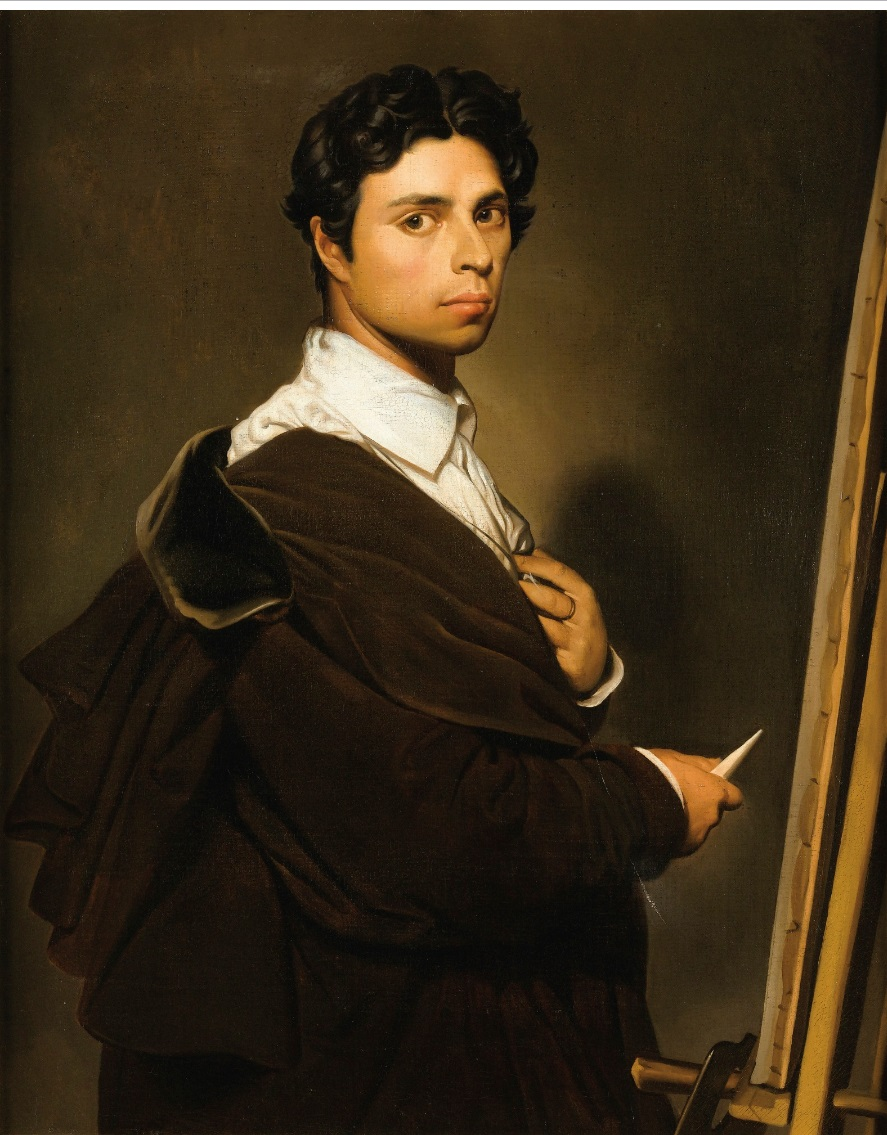
Atala Varcollier, née Stamaty, copie de l'autoportrait, (collection particulière).

### Étude du C2RMF
L'étude menée par le C2RMF en 2021 a tenté de comprendre comment l'artiste avait procédé pour faire évoluer son tableau, entre 1841 et 1851. La réflectographie infrarouge confirme la présence de la composition de 1804 et sa reprise par l'artiste. La radiographie montre que les bords droit et inférieur ne conservent pas de guirlandes de tension et qu'en conséquence la toile a été coupée à un moment de son histoire. Elle permet de déduire que la toile mesurait 102 cm par 73 et a été amputée de 10 cm sur la gauche et de 25 cm vers le bas.
Le motif du chevalet de 1804 a fait l'objet d'une incrustation de toile dans l'angle inférieur droit, dont la découpe suit soigneusement le contour de la tablette du chevalet, indiquant qu'Ingres a dû juger la présence du chevalet de la composition de 1804 essentielle à son œuvre, tout comme le visage, les deux n'ayant fait l'objet d'aucune retouche.
Ingres a utilisé des solvants pour dissoudre le premier vêtement et le fond. La surface obtenue, très irrégulière, a été recouverte par une couche opaque pour l'unifier. Il a diminué la saillie du pouce de la main droite pour en modifier le contour, a allongé la manche du manteau, supprimé le bras gauche tendu qu'il a remplacé par la main plaquée sur la poitrine. Il a substitué au premier manteau un beau carrick et a remonté le col de la chemise pour mieux dissimuler son cou. 
Une cartographie par spectrométrie de fluorescence des rayons X a permis d'identifier le nombre réduit de pigments utilisés par l'artiste : blanc de plomb, rouge vermillon, pigments à base de terre, noir d'os, jaune de Naples, un peu de bleu de cobalt dans la reprise de la main gauche et du pourtour du crâne.
En 1804, Ingres a additionné du baryum au blanc de plomb, ce qui a permis de repérer ce qu'il a ensuite conservé de sa composition : la main droite, la totalité du visage et la partie basse de la chemise.

## Fortune critique
L'autoportrait est l'une des œuvres les plus durement critiquées. Selon Chaussard dans  Le Pausanias français : 

« Quand on a l'avantage d'être artiste et d'avoir du talent, pourquoi se peindre sous un aspect aussi défavorable? M. Ingres a voulu faire encore de l'extraordinaire. Vous voyez une tête basanée, des cheveux noirs qui font tache sur une toile blanche, un surtout planté sur une épaule dont il masque les formes, un mouchoir blanc à la main ; enfin, une opposition systématique du noir au blanc, qui produit une discordance infiniment désagréable. »

L'Observateur du musée Napoléon en fait une description peu flatteuse : 

« Un peintre, dont la tête à cheveux noirs et drus, se détache en découpure sur une grande toile blanche ; l'artiste, vêtu en noir et recouvert d'une redingote blanche, essuie avec un mouchoir très blanc ; ce qui fait blanc sur blanc. »

 Tandis que le Mercure de France qualifiant l'autoportrait de caricature, poursuit sur le même ton : 

« On y voit un artiste devant son chevalet. Il tient à la main un mouchoir qu'il porte, on ne sait trop pourquoi, sur une toile encore blanche, mais destinée sans doute à représenter les objets les plus effrayants, si l'on en juge par l'expression sombre et farouche de son visage. Sur son épaule est jetée une volumineuse draperie qui doit prodigieusement le gêner dans le feu de la composition, et dans l'espèce de crise que son génie paroît éprouver. »